# Zimbru, Călărași
Zimbru este un sat în comuna Ulmu din județul Călărași, Muntenia, România.